# Coppa del Mondo di slittino su pista naturale 2018
La Coppa del Mondo di slittino su pista naturale 2017-18, ventiseiesima edizione della manifestazione organizzata dalla Federazione Internazionale Slittino, ebbe inizio il 2 dicembre 2017 a Kühtai e si concluse il 17 febbraio 2018 a Umhausen. Furono disputate sei gare nel singolo uomini, sei nel singolo donne e sei nel doppio, in altrettante differenti località.

## Risultati
| Data             | Località         | Nazione | Specialità       | Primi classificati                      | Secondi classificati                    | Terzi classificati                      |
| ---------------- | ---------------- | ------- | ---------------- | --------------------------------------- | --------------------------------------- | --------------------------------------- |
| 2 dicembre 2017  | Kühtai           | Austria | Doppio           | Patrick Pigneter Florian Clara Italia   | Rupert Brueggler Tobias Angerer Austria | Pavel Poršnev Ivan Lazarev Russia       |
| 3 dicembre 2017  | Kühtai           | Austria | Donne – Singolo  | Greta Pinggera Italia                   | Tina Unterberger Austria                | Evelin Lanthaler Italia                 |
| 3 dicembre 2017  | Kühtai           | Austria | Uomini – Singolo | Thomas Kammerlander Austria             | Patrick Pigneter Italia                 | Alex Gruber Italia                      |
| 6 gennaio 2018   | Lazfons          | Italia  | Doppio           | Patrick Pigneter Florian Clara Italia   | Pavel Poršnev Ivan Lazarev Russia       | Aleksandr Egorov Pëtr Popov Russia      |
| 7 gennaio 2018   | Lazfons          | Italia  | Donne – Singolo  | Evelin Lanthaler Italia                 | Greta Pinggera Italia                   | Alexandra Pfattner Italia               |
| 7 gennaio 2018   | Lazfons          | Italia  | Uomini – Singolo | Patrick Pigneter Italia                 | Thomas Kammerlander Austria             | Alex Gruber Italia                      |
| 13 gennaio 2018  | Moso in Passiria | Italia  | Doppio           | Patrick Pigneter Florian Clara Italia   | Aleksandr Egorov Pëtr Popov Russia      | Armin Folie Simone Gaio Italia          |
| 14 gennaio 2018  | Moso in Passiria | Italia  | Donne – Singolo  | Evelin Lanthaler Italia                 | Ekaterina Lavrentyeva Russia            | Greta Pinggera Italia                   |
| 14 gennaio 2018  | Moso in Passiria | Italia  | Uomini – Singolo | Alex Gruber Italia                      | Thomas Kammerlander Austria             | Patrick Pigneter Italia                 |
| 20 gennaio 2018  | Sankt Sebastian  | Austria | Doppio           | Patrick Pigneter Florian Clara Italia   | Aleksandr Egorov Petr Popov Russia      | Rupert Brueggler Tobias Angerer Austria |
| 21 gennaio 2018  | Sankt Sebastian  | Austria | Donne – Singolo  | Evelin Lanthaler Italia                 | Greta Pinggera Italia                   | Michelle Diepold Austria                |
| 21 gennaio 2018  | Sankt Sebastian  | Austria | Uomini – Singolo | Thomas Kammerlander Austria             | Alex Gruber Italia                      | Michael Scheikl Austria                 |
| 27 gennaio 2018  | Nova Ponente     | Italia  | Doppio           | Rupert Brueggler Tobias Angerer Austria | Pavel Poršnev Ivan Lazarev Russia       | Alexandr Egorov Petr Popov Russia       |
| 28 gennaio 2018  | Nova Ponente     | Italia  | Donne - Singolo  | Greta Pinggera Italia                   | Evelin Lanthaler Italia                 | Ekaterina Lavrentjeva Russia            |
| 28 gennaio 2018  | Nova Ponente     | Italia  | Uomini - Singolo | Alex Gruber Italia                      | Patrick Pigneter Italia                 | Thomas Kammerlander Austria             |
| 16 febbraio 2018 | Umhausen         | Austria | Doppio           | Patrick Pigneter Florian Clara Italia   | Pavel Poršnev Ivan Lazarev Russia       | Alexandr Egorov Petr Popov Russia       |
| 17 febbraio 2018 | Umhausen         | Austria | Donne - Singolo  | Evelin Lanthaler Italia                 | Sara Bachmann Germania                  | Tina Unterberger Austria                |
| 17 febbraio 2018 | Umhausen         | Austria | Uomini - Singolo | Thomas Kammerlander Austria             | Patrick Pigneter Italia                 | Alex Gruber Italia                      |

## Classifiche

### Singolo uomini
| Pos. | Nome                | Nazione | KUH | LAZ | MOS | STS | NOV | UMH | Totale |
| ---- | ------------------- | ------- | --- | --- | --- | --- | --- | --- | ------ |
| 1    | Thomas Kammerlander | Austria | 1   | 2   | 2   | 1   | 3   | 1   | 540    |
| 2    | Alex Gruber         | Italia  | 3   | 3   | 1   | 2   | 1   | 3   | 495    |
| 3    | Patrick Pigneter    | Italia  | 2   | 1   | 3   | 4   | 2   | 2   | 485    |
| 4    | Michael Scheikl     | Austria | 4   | 10  | 4   | 3   | 8   | 5   | 323    |
| 5    | Gregori Bukin       | Russia  | 10  | 13  | 5   | 7   | 4   | 7   | 273    |
| 6    | Stefan Federer      | Italia  | 6   | 4   | 7   | 27  | 5   | 8   | 267    |
| 6    | Florian Glatzl      | Austria | 8   | 9   | 10  | 6   | 6   | 6   | 267    |
| 8    | Florian Clara       | Italia  | 9   | 27  | 8   | 5   | 7   | 4   | 256    |
| 9    | Alexandr Egorov     | Russia  | 7   | 6   | 6   | 12  | 10  | 9   | 253    |
| 10   | Christian Schopf    | Austria | 5   | 14  | 9   | 11  | 11  | 31  | 200    |

### Singolo donne
| Pos. | Nome                  | Nazione  | KUH | LAZ | MOS | STS | NOV | UMH | Totale |
| ---- | --------------------- | -------- | --- | --- | --- | --- | --- | --- | ------ |
| 1    | Evelin Lanthaler      | Italia   | 3   | 1   | 1   | 1   | 2   | 1   | 555    |
| 2    | Greta Pinggera        | Italia   | 1   | 2   | 3   | 2   | 1   | -   | 440    |
| 3    | Tina Unterberger      | Austria  | 2   | 5   | 4   | 5   | 5   | 3   | 380    |
| 4    | Michelle Diepold      | Austria  | 4   | 4   | 6   | 3   | 7   | 5   | 341    |
| 5    | Ekaterina Lavrentjeva | Russia   | 8   | 7   | 2   | 4   | 3   | -   | 303    |
| 6    | Dar'ja Maleeva        | Russia   | 5   | 8   | 7   | 8   | 6   | 8   | 277    |
| 7    | Alexandra Pfattner    | Italia   | 0   | 3   | 5   | 17  | 4   | 4   | 269    |
| 8    | Michaela Niemetz      | Germania | 9   | 10  | 10  | 9   | 9   | 10  | 225    |
| 9    | Daniela Mittermair    | Italia   | 6   | 17  | 17  | 7   | 17  | 6   | 218    |
| 10   | Anastasia Slyusar     | Ucraina  | 12  | 13  | 11  | 10  | 12  | 11  | 198    |

### Doppio
| Pos. | Nome                           | Nazione  | KUH | LAZ | MOS | STS | NOV | UMH | Totale |
| ---- | ------------------------------ | -------- | --- | --- | --- | --- | --- | --- | ------ |
| 1    | Patrick Pigneter Florian Clara | Italia   | 1   | 1   | 1   | 1   | 6   | 1   | 550    |
| 2    | Pavel Poršnev Ivan Lazarev     | Russia   | 3   | 2   | 5   | 4   | 2   | 2   | 440    |
| 3    | Aleksandr Egorov Pëtr Popov    | Russia   | 5   | 3   | 2   | 2   | 3   | 3   | 435    |
| 4    | Rupert Brüggler Tobias Angerer | Austria  | 2   | 4   | 6   | 3   | 1   | 4   | 425    |
| 5    | Aleksej Martjanov Ivan Rodin   | Russia   | 4   | 5   | 4   | 5   | 5   | 7   | 331    |
| 6    | Armin Folie Simone Gaio        | Italia   | 7   | 6   | 3   | 0   | 4   | 6   | 276    |
| 7    | Adam Jedrzejko Patrick Budny   | Polonia  | -   | 8   | 7   | 6   | 7   | 9   | 223    |
| 8    | Andriy Demchuk Myroslav Lenko  | Ucraina  | 8   | -   | -   | 9   | 8   | 8   | 165    |
| 9    | Josef Limmer Simon Dietz       | Germania | -   | 7   | -   | 7   | -   | 11  | 126    |
| 10   | Stanislav Kovšik Il'ja Tarasov | Russia   | 17  | 17  | 17  | 17  | -   | 17  | 120    |

### Coppa nazioni
| Pos. | Nazione              | KUH | LAZ | MOS | STS | NOV | UMH | Totale |
| ---- | -------------------- | --- | --- | --- | --- | --- | --- | ------ |
| 1    | Italia               | 741 | 753 | 702 | 608 | 778 | 816 | 4398   |
| 2    | Russia               | 533 | 565 | 600 | 532 | 658 | 503 | 3389   |
| 3    | Austria              | 687 | 373 | 392 | 462 | 496 | 634 | 3044   |
| 4    | Germania             | 214 | 281 | 62  | 188 | 39  | 321 | 1105   |
| 5    | Polonia              | 197 | 179 | 114 | 120 | 174 | 106 | 890    |
| 6    | Ucraina              | 186 | 64  | 98  | 133 | 198 | 147 | 826    |
| 7    | Bosnia ed Erzegovina | 195 | 111 | 67  | 84  | 51  | 47  | 555    |
| 8    | Turchia              | -   | 100 | 110 | 98  | 111 | 92  | 511    |
| 9    | Regno Unito          | 36  | 80  | 107 | 36  | 103 | 58  | 420    |
| 10   | Moldavia             | 27  | 22  | 36  | 43  | 50  | 29  | 207    |